# O vento mudou
Chansons représentant le Portugal au Concours Eurovision de la chanson
Ele e ela
(1966) Verão
(1968)
O vento mudou (« Le vent a changé ») est une chanson interprétée par Eduardo Nascimento, sortie en 1967. C'est la chanson représentant le Portugal au Concours Eurovision de la chanson 1967.
Elle a également été enregistrée par Eduardo Nascimento en anglais sous le titre Listen (« Écoute »).

## À l'Eurovision

### Sélection
Le 25 février 1967, O vento mudou est sélectionnée lors du Festival da Canção 1967, pour représenter le Portugal au Concours Eurovision de la chanson 1967 le 8 avril à Vienne, en Autriche.

### À Vienne
La chanson est intégralement interprétée en portugais, langue officielle du Portugal, comme l'impose la règle de 1966 à 1972. L'orchestre est dirigé par Armando Tavares Belo.
O vento mudou est la cinquième chanson interprétée lors de la soirée du concours, suivant Il doit faire beau là-bas de Noëlle Cordier pour la France et précédant Quel cœur vas-tu briser ?  de Géraldine pour la Suisse.
À l'issue du vote, elle obtient 3 points, se classant 12e — à égalité avec Varjoon - suojaan de Fredi pour la Finlande — sur 17 chansons,.

## Liste des titres
| A1. | O vento mudou         | Nuno Nazareth Fernandes (pt), João Magalhães Pereira |  |
| A2. | A lenda do rochedo    | Nuno Nazareth Fernandes                              |  |
| B1. | Stop Please Don't Cry | Nuno Nazareth Fernandes, João Magalhães Pereira      |  |
| B2. | Um homem só           | Francisco Nicholson (pt), José Mesquita              |  |

## Historique de sortie
| Pays     | Date | Format              | Label |
| -------- | ---- | ------------------- | ----- |
| Portugal | 1967 | super 45 tours (EP) | Decca |